# Sint-Joostkapel (Breda)

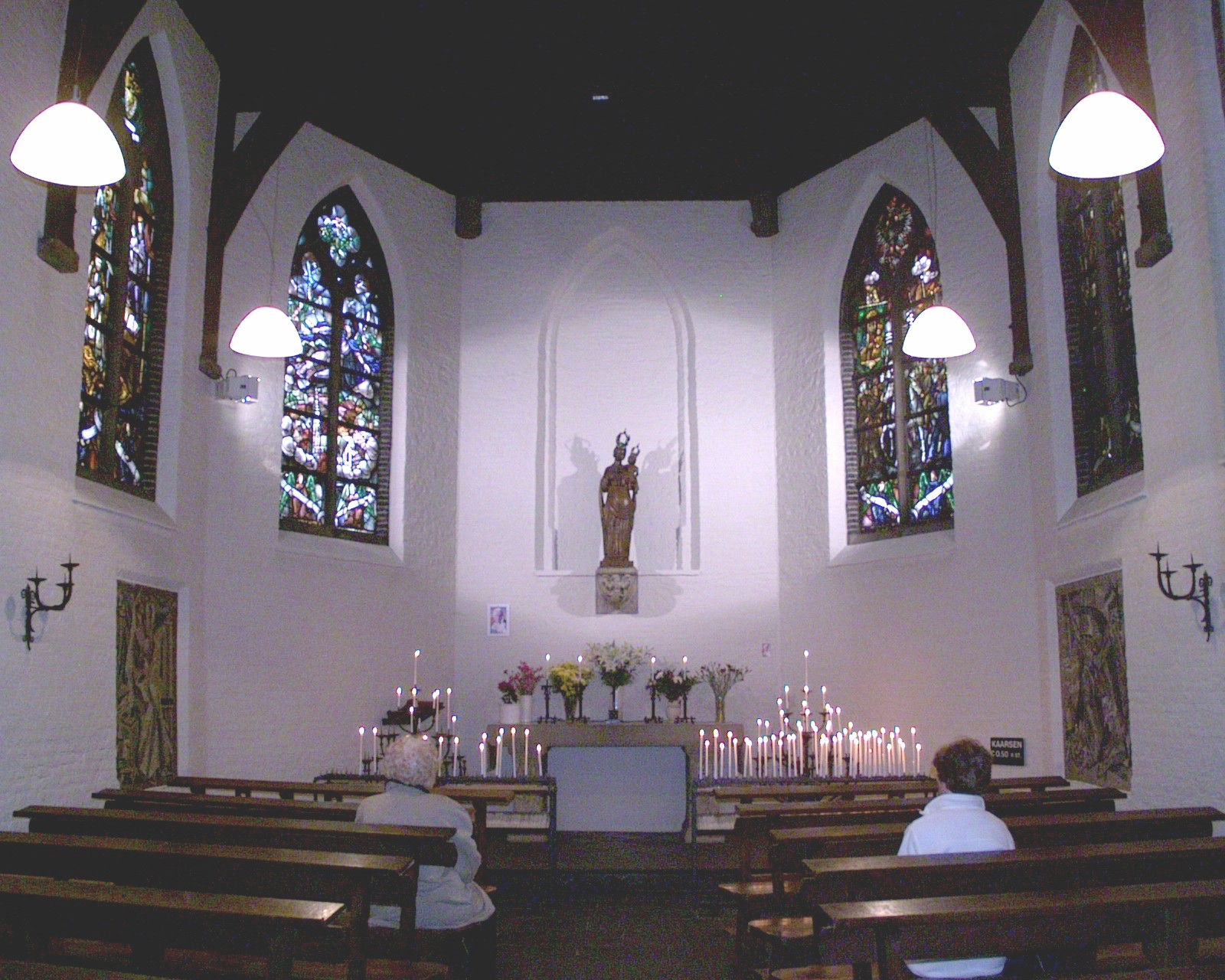
Interieur

De Sint-Joostkapel ligt in de binnenstad van Breda midden in een van de belangrijkste winkelstraten, de Ginnekenstraat, in het stadsdeel Breda Centrum.
Het is de oudste kapel van Breda en werd gebouwd omstreeks 1436. Zij was indertijd toegewijd aan Sint Joost, de patroonheilige van pestlijders. Vandaar dat deze kapel toen buiten de stadsmuren van Breda stond. Voordat deze kapel werd gebouwd stond een grotere houten kapel (met dwarsschip en koor) op deze plaats. Deze zou omstreeks 1300 in opdracht van Raso II van Gaveren, Heer van Breda, zijn gesticht.
In 1637 moest de kapel op last van de protestantse magistraat gesloten worden. Het gebouw diende daarna onder meer als pakhuis, stal en gevangenis van militairen. De toren werd in 1662 vernieuwd. Begin 19de eeuw werd de kapel verbouwd tot woning, wat het tot 1945 zou blijven. Op 3 mei 1947 wijdde Mgr. Petrus Hopmans de kapel in. Dit ter inlossing van diens belofte dat er in Breda een Mariakapel zou worden ingericht als de stad de oorlog zonder grote rampen zou doorstaan. Hoewel de kapel sinds 1947 is toegewijd aan O.L. Vrouw, wordt zij in de volksmond Sint-Joostkapel genoemd. Het kapelletje is geopend voor publiek en veel voorbijgangers gaan er binnen om bijvoorbeeld een kaarsje op te steken.
Het Mariabeeld, het altaar en de twee profetenhoofden onder de dakconstructie zijn gemaakt door Niel Steenbergen, de verguld zilveren kronen van Maria en kind werden gemaakt door Nico Witteman. De twee mozaïektableaus op de zijmuren links en rechts van het altaar zijn van de hand van Marius de Leeuw. Het linker tableau stelt de boodschap van de engel aan Maria voor, het rechter verbeeldt de Moeder van Smarten.
De zes fraaie gebrandschilderde ramen tonen de strijd tussen Maria en Satan, de belofte van bisschop Hopmans om een devotiekapel te stichten, de bescherming van Breda door Maria, de bevrijding van de stad door de Polen, de schenking van de kapel door het stadsbestuur, de dank van de burgerij aan Maria als beschermheilige van de stad. De ramen zijn ontworpen door Gisèle van Waterschoot van der Gracht.